# Lämmerbichl (Gemeinden Hollersbach, Mittersill)
Lämmerbichl ist eine Streubesiedlung im Oberpinzgau im Land Salzburg, und Ortschaft der Gemeinden Hollersbach im Pinzgau und Mittersill, im Bezirk Zell am See.

## Geographie
Die zerstreuten Häuser Lämmerbichl liegen am Sonnhang, der linken Talseite, des Salzachtals, unterhalb des Pass Thurn und der Resterhöhe (1894 m ü. A.) der Kitzbüheler Alpen. Dabei gehören die taleinwärtigen, westlichen Lagen zu Hollersbach, die talauswärtigen zu Mittersill.
Die beiden Ortschaften umfassen zusammen um die 50 Gebäude mit etwa 140 Einwohnern (Stand: 2001), davon etwas mehr im Hollersbacher Gemeindegebiet. Das Ortschaftgebiet erstreckt sich vom Ort Rettenbach und dem Graben des Rettenbachs, salzachaufwärts über die Hanglagen beiderseits des Einödbachs, bis Grubing, direkt nördlich vom Dorf Hollersbach. Im Ortschaftsgebiet liegen auch der Gasthof Sonnberghof (Mittersill), und die Anwesen Speckerhaid und Torlehen (Hollersbach). Bei Grubing dehnt sich das Ortschaftsgebiet bis in den Salzachtalboden an die B 165 (Gerlos Straße) aus – nicht dazu gehört aber Schloss Einödberg (Ortschaft Rettenbach).
Nachbarortschaften
| Jochberg (Gem. Hollersbach i.P.) ∗ | Jochbergthurn (Gem. Mittersill)                | Paßthurn (Gem. Mittersill) ∗∗                    |
| Grubing (Gem. Hollersbach i.P.)    | Kompassrose, die auf Nachbargemeinden zeigt    | Rettenbach (Gem. Hollersbach i.P. u. Mittersill) |
|                                    | Hollersbach im Pinzgau (Gem. Hollersbach i.P.) |                                                  |

∗ nur die Hollersbacher Ortschaft der ebenfalls auf beide Gemeinden aufgeteilten Streusiedlung
∗∗ Spielbichl, Gem. Mittersill, nur in einem Eckpunkt

## Geschichte
1936 wurden, im Zuge der Vereinigung von Mittersill-Markt und -Land, einige Gebiete von Lämmerbichl an Hollersbach abgetreten. 1939–45, als nach dem Anschluss allerorten in Österreich Großgemeinden konstruiert wurden, war dann Hollersbach komplett nach Mittersill eingemeindet.